# Дино Мерлин
Ди́но Ме́рлин (босн. Dino Merlin, настоящее имя — Эди́н Дервишхали́дович (босн. Edin Dervišhalidović); р. 12 сентября 1962, Сараево) — боснийский певец, музыкант, поэт и композитор, автор текста гимна Республики Босния и Герцеговина (ныне — Босния и Герцеговина).

## Биография
В 1983 году основал группу «Мерлин», с которой записал 5 альбомов (1985—1990). С 1990 года сотрудничает со многими певцами бывшей Югославии, в том числе со Здравко Чоличем, исполняющим некоторые песни Дервишхалидовича.
С 1991 года начал сольную карьеру под именем Дино Мерлин.
В 1992 году Дервишхалидович стал автором текста к гимну Республики Босния и Герцеговина (ныне — Босния и Герцеговина). Песня «Jedna si jedina» на слова Дервишхалидовича, написанная на мелодию боснийской народной песни «На другой стороне Пливы» (босн. «S one strane Plive») являлась гимном Республики до 1998 года.
В 1993 году написал песню «Sva bol svijeta» для сараевской группы «Fazla», с которой та впервые представляла Боснию и Герцеговину на конкурсе песни Евровидение в 1993 году в Ирландии. Босния и Герцеговина тогда заняла 16-е место из 25 участников, получив 27 очков.
В 1999 году вместе с французской певицей Беатриче выступил на Евровидении в Иерусалиме с песней «Putnici», заняв 7-е место из 23 (76 очков).
В 2010 году было решено снова отправить Дино на Евровидение 2011 года. Успешно исполнив композицию «Love in Rewind» (с англ. — «Любовь в перемотке») в ходе второго полуфинала, состоявшегося 12 мая 2011 года, музыкант прошёл в финал песенного конкурса и занял в нём 6-е место.

## Дискография

### Альбомы
- 1985 — Kokuzna vremena
- 1986 — Teško meni sa tobom (a još teže bez tebe)
- 1987 — Merlin
- 1989 — Nešto lijepo treba da se desi
- 1990 — Peta strana svijeta
- 1993 — Moja bogda sna
- 1995 — Fotografija
- 2000 — Sredinom
- 2004 — Burek
- 2008 — Ispočetka
- 2014— Hotel Nacional